# Dagenham East (Metropolitano de Londres)
Dagenham East é uma estação do Metrô de Londres. Ela serve a linha District.

## História
A estação foi inicialmente aberta como uma estação da linha principal na London, Tilbury and Southend Railway em 1885, em um novo ramal conectando Londres com Southend por uma rota mais direta do que o serviço existente via Rainham. A nova estação foi aberta como Dagenham, com os edifícios da estação principal na plataforma superior, que agora está desativada. De 1902 a 1905, a estação foi servida por trens da District Railway, que se conectavam à linha principal em um cruzamento em Bow. A estação ficava em uma localização rural até a construção da propriedade Becontree, da qual ficava no perímetro leste.
A operação da London, Tilbury and Southend Railway passou para a London, Midland and Scottish Railway em 1912, e em 1932 um conjunto adicional de trilhos foi construído entre Barking e Upminster. As estruturas atuais da estação se originam desse período. Os novos trilhos foram eletrificados e permitiram que a District line operasse até Upminster pela primeira vez desde 1905. Uma estação adicional foi aberta na Heathway em 1932 e Dagenham East foi renomeada para seu nome atual em 1949. A estação era predominantemente servida pelos serviços elétricos do metrô de Londres e as plataformas da linha principal foram eventualmente desativadas em 1962, quando essas linhas foram eletrificadas. Após a nacionalização das ferrovias em 1948, a administração da estação passou para a British Railways e em 1969 a propriedade foi transferida para o Metrô de Londres.